# Sprachqualität
Als Sprachqualität wird die Güte der Verständlichkeit einer menschlichen Stimme bei Wiedergabe durch technische Einrichtungen verstanden.
Als „gute“ Sprachqualität wird im Allgemeinen eine rausch- und verzerrungsfreie Wiedergabe des Gesprochenen bewertet. Die Stimme ist unverfälscht und verständlich.
Eine Beurteilung der Sprachqualität ist subjektiv und hängt sowohl von den gegebenen technischen Mitteln, dem Umfeld der Aufnahme, dem Übertragungsweg und dem Umfeld der Wiedergabe ab.

## Telefonie
Aufgrund der guten Fehlerkorrektur und der verfügbaren Bandbreite sind ISDN-Telefonate rauschfrei und in der Regel kristallklar.
In der Telefonie wurde zur Bewertung der Sprache der Mean Opinion Score eingeführt.